# 清和倶楽部
清和倶楽部（せいわくらぶ）は、大正時代の日本の政党。

## 歴史
1918年2月、新政会所属議員28名が離党して結成した。同年12月、無所属議員の一部と合同して「無所属団」を結成、後の正交倶楽部の前身となった。